# 车凌

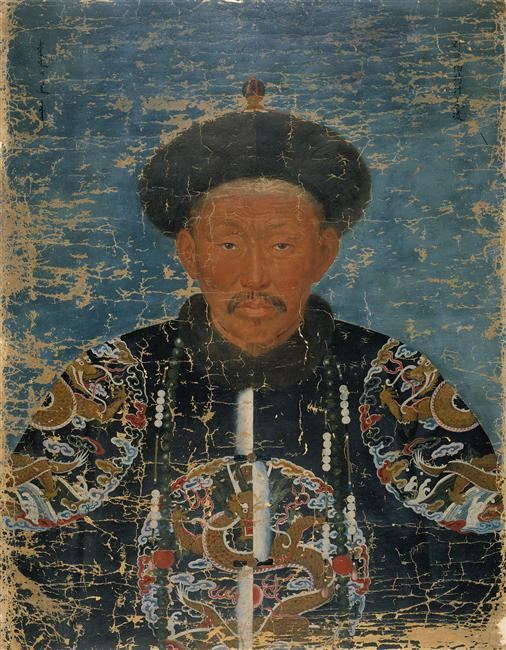
车凌像（王致诚绘）

车凌（1697年—1758年），又作策凌、汗车凌，杜尔伯特部首领，杜尔伯特台吉鄂木布岱青和硕齐曾孙，固哩达什之子，与车凌乌巴什、车凌蒙克合称为“三车凌”。
车凌开始是准噶尔部二十一昂吉之一，在额尔齐斯河流域游牧。噶尔丹策零死后，准噶尔部内乱。乾隆十五年（1750年），喇嘛达尔扎杀死弟弟策妄多尔济那木扎尔。之后，达瓦齐又杀喇嘛达尔札，小策凌敦多布的孙子讷默库济尔噶尔不甘屈从，互相作战，都让杜尔伯特部台吉协助自己。
乾隆十八年（1753年）冬，车凌与从叔车凌蒙克、从子车凌乌巴什三车凌率领杜尔伯特部三千一百七十余户，越过乌兰岭、乌英齐、博东齐，一同归顺清廷。乾隆十九年（1754年）春，觐见乾隆皇帝后，车凌被授予和硕亲王并获赏银五千两，驻牧札克拜达里克，编旗分佐领。车凌、车凌乌巴什被赐羊各五千，车凌蒙克被赐羊三千。乾隆二十年（1755年）授参赞大臣，从西路军征达瓦齐。平定达瓦齐叛乱后，赐双亲王俸，率新降诸台吉入觐，授杜尔伯特汗、左翼盟盟长，并赐特古斯库鲁克达赖号。同年又兴师前往平定阿睦尔撒纳等人的叛乱。秋天，同族台吉讷默库依附阿睦尔撒纳，与乌里雅苏台办事大臣阿兰泰前去将其擒获。
乾隆二十一年（1756年）七月，改到额尔齐斯游牧，随同桑斋多尔济率兵平定青衮咱卜。乾隆二十二年（1757年），以乌兰古木为屯耕地，请以科布多、额克阿喇勒为牧地，乾隆帝同意，后因牧地错落不便，请以乌兰古本为杜尔伯特牧地，科布多为乌梁海牧地。所部设十一旗。乾隆二十三年（1758年）车凌病逝，清廷因其贡献，令其子索罗木衮布袭爵。